# Therese Island
Therese Island (fr. Île Thérèse) – wysepka na Oceanie Indyjskim, w grupie Wysp Wewnętrznych w Republice Seszeli, u zachodnich wybrzeży wyspy Mahé. Jej powierzchnia wynosi ok. 72 ha. Na wybrzeżach wysepki ciągną się piaszczyste plaże o łącznej długości około 700 m. Rosną tu liczne palmy kokosowe. Wyspa jest niezamieszkana, jednak często odwiedzają ją turyści.